# شتیتکووو
شتیتکووو (به صربی: Štitkovo) یک منطقهٔ مسکونی در صربستان است که در نووا واروش واقع شده‌است. شتیتکووو ۱۳۰ نفر جمعیت دارد.